# Veronica monticola
Veronica monticola är en grobladsväxtart som beskrevs av Ernst Rudolf von Trautvetter. Veronica monticola ingår i släktet veronikor, och familjen grobladsväxter. Inga underarter finns listade i Catalogue of Life.